# Careta de Triunfo
Careta é um personagem do carnaval de Triunfo, a cidade mais alta de Pernambuco, Brasil.

## História
O personagem foi criado no início do Século XX, mais precisamente em 1917.
Um habitante chamado Mateus queria participar da festa de Reisado, mas, por ter exagerado na bebida, foi preterido pelos outros, pelo seu estado de embriaguez e pelo odor que exalava.
Descontente com a proibição, ele usou uma máscara, roupas extravagantes, pôs um chocalho na mão, e saiu pela rua, chamando a atenção de todos, que não o reconheceram.
Voltando a se apresentar no carnaval, O personagem logo foi imitado por outras pessoas, a moda pegou, e hoje é um personagem folclórico, chegando à casa do milhar o número de personagens que desfilam no carnaval de Triunfo.

## Indumentária
- Máscara
- Roupa extravagante
- Chocalho
- Relho[nota 1]